# Straßenbahn Remscheid
Die Straßenbahn Remscheid war das von 1893 bis 1969 betriebene Straßenbahnsystem der Stadt Remscheid.

## Geschichte

### AG Remscheider Straßenbahn
Am 31. Dezember 1891 wurde durch den Kommerzienrat Robert Böker bei der Stadt Remscheid der Antrag auf den Bau und Betrieb einer meterspurigen elektrischen Straßenbahn gestellt. Die Stadt war bereit, von den geschätzten 750.000 Reichsmark Baukosten 300.000 Reichsmark zu übernehmen und stellt der zu gründenden Gesellschaft am 10. Mai 1892 einen Finanzierungsvertrag in Aussicht. Am 27. Juni 1892 wurde die AG Remscheider Straßenbahn gegründet und erteilte der Union-Elektricitäts-Gesellschaft (UEG) den Auftrag, ein Kraftwerk, die Gleise und die Oberleitungen zu bauen.

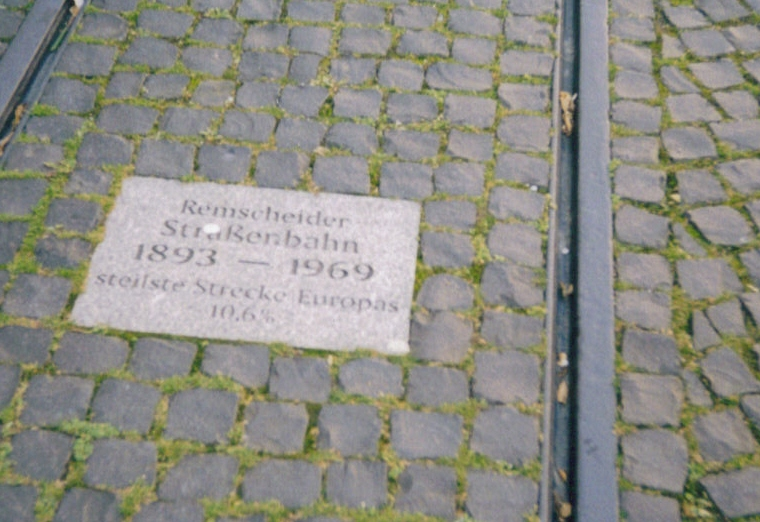
Fehlerhafte Gedenkplatte am steilsten Streckenabschnitt. Außerhalb Deutschlands gab es noch größere, planmäßig befahrene Neigungen.

Am 9. Juli 1893 ging sie auf den Abschnitten von Remscheid-Markt nach Vieringhausen und Hasten in Betrieb. Der Abschnitt in der alten Bismarckstraße war mit einer Neigung von 10,6 % der damals steilste Straßenbahnabschnitt in Deutschland. Am 13. Juli 1894 wurde der Abschnitt bis Hauptbahnhof eröffnet und die Linie von Vieringhausen bis dorthin verlängert. An der Kreuzung mit der Eisenbahn in der Bismarckstraße bestand das Verbot die Schiene der Reichsbahn einzuschneiden. Diese führte dazu, dass die Querung der Gleise extrem holprig war und es des Öfteren zu Entgleisungen kam. Um dies zu vermeiden, ließ man die Fahrgäste an dieser Stelle die Fahrzeuge wechseln. Erst nachdem die Kreuzung am 2. Dezember umgebaut war, fanden wieder durchgehende Fahrten statt. Am 4. Januar 1884 wurde die Strecke nach Vieringhausen um 0,6 Kilometer verlängert.
Eine Besonderheit der Straßenbahnen in Remscheid waren die Entgleisungsweichen vor Bahnübergängen und auf steilen Streckenabschnitten. Hier waren die Weichen mittels Federn auf Entgleisen gestellt. Während der Überfahrt mussten die Weichen vom Schaffner auf Durchfahrt gehalten werden. Anschließend sprangen sie wieder auf Entgleisen zurück. Damit sollten ein unkontrolliertes Fahren über die Bahnübergänge verhindert und zu schnelles Fahren auf den Steilstrecken vermieden werden.
In den kommenden Jahren wurden die folgenden Abschnitte eröffnet:
- 23. Dezember 1898: Vieringhausen – Güldenwerth
- 11. November 1899: Hasten, Arthurstraße – Hasten, Kaiser-Wilhelm-Straße
- 19. Oktober 1900: Unterführung unter Reichsbahn an der Bismarckstraße
- 15. Dezember 1900: Bliedinghausen – Dicke Eiche
- 29. Mai 1901: Alleestraße – Stadtpark
- 15. August 1901: Hasten – Kaiser-Wilhelm-Straße – Wartehalle
- 17. Mai 1903: Stadtpark – Stadtparkhalle
- 8. April 1909: Stadtpark – Parkstraße – Königstraße
- 30. November 1912: Dicke Eiche – Ehringhausen, Krankenhaus
- 31. Juli 1913: Güldenwerth – Reinshagen

### Wermelskirchener-Burger Eisenbahn
Die Wermelskirchener-Burger Eisenbahngesellschaft Wermelskirchen AG wurde am 7. April 1888 gegründet. Vorausgegangen waren seit 1882 verschiedene Auseinandersetzungen, besonders im Burger Stadtrat, über die richtige Streckenführung und die Rentabilität der Strecke. Auch gab es Auseinandersetzungen mit der Staatsbahn über die Einführung in den Bahnhof Wermelskirchen und Pachtforderungen für die Mitbenutzung derer Grundstücke. Das Aktienkapital betrug 360.000 Mark, wovon jeweils 120.000 Mark auf die Städte Burg und Wermelskirchen entfielen, 120 000 Mark brachten Privatleute auf. Auch hierüber gab es heftige Auseinandersetzungen im Burger Stadtrat. Der Bau der Strecke durch die Localbahn-Bau und Betriebs-Gesellschaft Wilhelm Hostmann & Co. aus Hannover begann am 20. April 1889 und bereits am 1. April 1890 erfolgte die Eröffnung. Schon ab September hatte es Arbeitszüge zum Bau der Eschbachtalsperre gegeben. Die Bahn war als Bahn untergeordneter Bedeutung konzessioniert, damit war der Betrieb aufwendiger als bei den ab 1892 eingeführten Kleinbahnen. Schon während des Baues war wegen gestiegener Baukosten die Erhöhung des Aktienkapitals um 140.000 Mark nötig. Der Burger Stadtrat stimmte wegen Aussichtslosigkeit gar nicht über eine Erhöhung des Burger Anteils ab, und so übernahmen die Stadt Wermelskirchen 60.000 Mark, und der Kreis Lennep 40.000 Mark, 40.000 Mark kamen von der Fa. Hostmann, der Stadt Remscheid und Privatleuten. Der Verkehr entwickelte sich nicht so wie geplant, befriedigend war er nur an den Wochenenden, wo teilweise zehn Zugpaare verkehrten. Der Güterverkehr blieb meist unter 10.000 Tonnen pro Jahr. So gab es jedes Jahr Betriebsverluste. Am 17. und 18. November 1897 erwarb die Westdeutsche Eisenbahn-Gesellschaft aus Köln die Aktien der Bahn, sie bezahlte dabei nur 30 % des Nennwertes. Die Strecke wurde bis 1899 elektrifiziert und an der Lenneper Straße in Remscheid mit der AG Remscheider Straßenbahn verbunden.
Am 7. Juni 1907 wurde der Abschnitt von der Lenneper Straße über Lennep nach Lüttringhausen eröffnet. Am 14. August wurde die Strecke von der Bahnhofstraße nach Halbach in Betrieb genommen. Am 14. Mai 1908 kam der Abschnitt von Burg nach Krahenhöhe hinzu. Somit hatte man Anschluss an die Straßenbahn Solingen.
Die Bahn hatte damit eine Länge von 29,2 Kilometern. Durch den gestiegenen Personen- und Güterverkehr wurden die Gleisanlagen extrem abgenutzt. Durch die Lohnerhöhungen im Jahr 1918 und das Ausbleiben der Zuschüsse aus den Gemeinden kamen Verluste von 500.000 Mark zusammen. Das führte zu einem nachlassenden Interesse der WeEG an der Strecke und die Tochtergesellschaft VKA, die auch den Betrieb geführt hatte, begann 1921 mit dem Abbau der Gleise zwischen Halbach und Lennep. Am 1. April 1922 wurde die Bahn von der AG Remscheider Straßenbahn aufgekauft. Der Abschnitt zwischen Burg und Krahenhöhe ging in den Besitz der Straßenbahn Solingen über.

### Weiterer Ausbau ab 1922
Die Remscheider Straßenbahn sanierte die Strecke der Wermelskirchener-Burger Eisenbahn und nahm am 24. Mai 1922 die Verbindung von Lenneper Straße bis Strandbad an der Talsperre in Lennep in Betrieb. Diese Strecke wurde am 12. August aus wirtschaftlichen Gründen wieder eingestellt. Durch die Inflation verkehrten ab dem 12. Oktober nur noch zwei Linien in Remscheid: Von Hasten über Handweiser zum Krankenhaus und von Güldenwerth über den Markt und Handweiser in die Lenneper Straße. Zwischen dem 10. März und dem 29. April 1923 war der Betrieb vollständig eingestellt. Nachdem die IHK Zuschüsse zugesagt hatte, wurde der Verkehr wieder aufgenommen. Als die Zuschüsse ausblieben, stellte man den Verkehr vom 24. September bis zum 24. November erneut ein. Erst nach der Währungsreform wurde ab dem 16. März 1924 wieder ein regulärer Betrieb aufgenommen.
1926 verkehrten folgende Linien:
- 1: Hasten – Markt – Stachelhausen – Amtsgericht – Parkstraße
- 3: Ehringhausen – Hauptbahnhof – Markt – Alleestraße – Amtsgericht – Reinshagen
- 4: Reinshagen – Amtsgericht – Markt – Hauptbahnhof – Ehringhausen – Burg
- 5: Markt – Lenneper Straße – Talsperre – Wermelskirchen
- 6: Lennep Nord – Lenneper Straße – Handweiser – Markt – Rathaus – Stadtpark

Es kamen folgende Strecken hinzu:
- 1925: Handweiser – Bliedinghausen
- 1926: Handweiser – Lenneper Straße
- 1927: Verlängerung in der Alleestraße

Um die Modernisierungen und die Streckenerweiterungen durchführen zu können, wurden Anleihen von 966.000 Gulden und 182.000 US-Dollar aufgenommen. Daraufhin wurden folgende Erweiterungen vorgenommen:
- 10. September 1927: Blumenstraße – Brüderstraße – Schauspielhaus
- 2. Oktober 1929: Lennep Nord – Lüttringhausen
- 26. November 1929: Lüttringhausen – Tannenhof und Wermelskirchen Bahnhof – Wermelskirchen, Friedrichstraße

Ende 1929 wurden auf nunmehr 45,29 Kilometern Gleis sieben Linien mit einer Streckenlänge von 56,7 Kilometern betrieben. Das Netz hatte damit seine größte Ausdehnung erfahren. Am 7. Oktober 1930 wurde der Abschnitt Talsperre – Preyersmühle stillgelegt.
Während des Zweiten Weltkrieges litt die Bahn zunächst nur unter Material- und Personalknappheit. Ab 1941 kam es aufgrund von Bombenschäden immer wieder zu Betriebsunterbrechungen. Bei einem Angriff am 31. Juli 1943 wurden die Wagenhalle und ein Großteil des Oberleitungsnetzes zerstört. Weitere Bombenangriffe zerstörten immer wieder Teile des Netzes und des Wagenparks. Am 15. April 1945 wurde der Betrieb bei Einmarsch der US-amerikanischen Truppen eingestellt.

### Niedergang nach 1945
Nach Ende des Krieges begann der Wiederaufbau des Streckennetzes der Straßenbahn und am 1. Januar 1949 waren wieder acht Linien in Betrieb. Zum 1. Juli 1950 wurde das Netz umstrukturiert und es wurden fortan sieben Linien bedient. 1951 kam es zu einer weiteren Änderung des Angebotes. Bis 1955 wurden einige Streckenabschnitte stillgelegt, so dass nur noch sechs Linien übrig waren. Am 5. Januar 1958 wurden nach dem Umbau des zentralen Umsteigepunktes Friedrich-Ebert-Platz drei weitere Linien eingestellt. Die letzte Straßenbahnlinie der Stadtwerke Remscheid, von Hasten nach Ehringhausen, wurde am 10. April 1969 eingestellt.
Im Verlauf des steilen Abschnitts an der Bismarckstraße ereigneten sich zwei schwere Unfälle. Am 19. Februar 1947 rollte ein Triebwagen bei Talfahrt aufgrund eines fehlerhaften Fahrschalters unkontrolliert rückwärts und entgleiste, dabei verloren vier Personen ihr Leben und weitere 33 wurden teilweise schwer verletzt. Am 17. Januar 1951 rollte ein Triebzug bei Bergfahrt aufgrund eines Fahrfehlers unkontrolliert rückwärts und stieß mit folgenden Fahrzeugen zusammen, dabei wurde ein Fahrgast getötet und weitere 24 Personen wurden teilweise schwer verletzt.

## Die Großraumwagen Tw 101 – 106

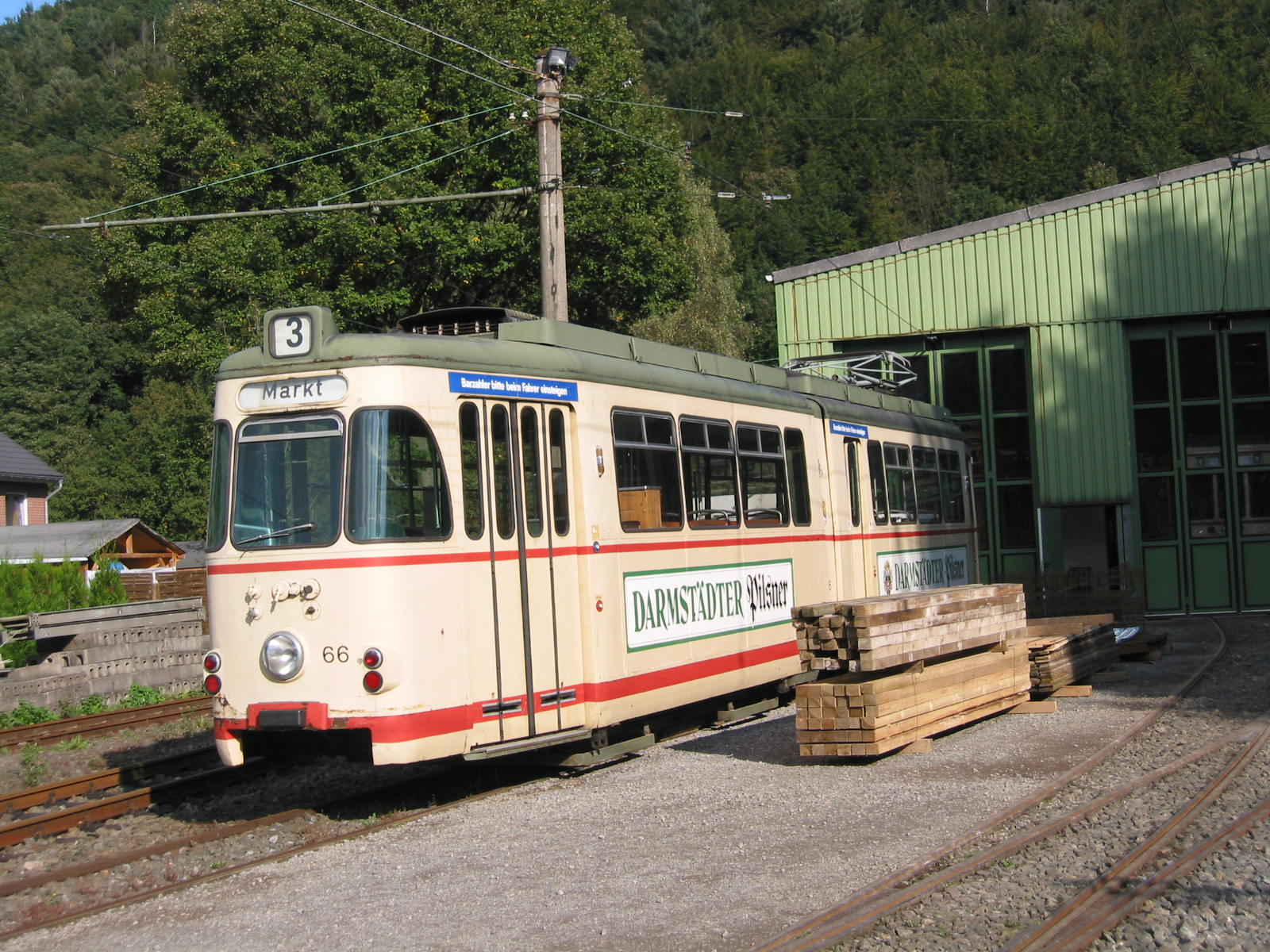
Ehemaliger Remscheider Tw 106 im Bergischen Straßenbahnmuseum

Aufgrund gestiegener Sicherheitsanforderungen wurden Anfang des Jahres 1960 noch einmal sechs neue Straßenbahnwagen bei Westwaggon geordert, die als Zweirichtungsfahrzeuge ausgeführt wurden, da an der verbliebenen Strecke Ehringhausen – Hasten keine Wendeschleifen existierten. Die Wagen wurden von Mai bis Juli ausgeliefert und am 1. August in Dienst gestellt. Sie waren 17,85 Meter lang, 2,18 Meter breit und wogen 25,1 Tonnen. Die Gelenkwagen boten Platz für 150 Fahrgäste, davon 36 auf Sitzplätzen. Die Motorisierung von vier Mal 69 Kilowatt erlaubte eine Höchstgeschwindigkeit von 45 km/h.
Mit jeweils knapp einer halben Millionen Kilometern Laufleistung wurden die sechs Großraumwagen am 10. April 1969 an die Straßenbahn Darmstadt verkauft. Dort wurden sie als Baureihe ST9 mit den Bezeichnungen Tw 61–66 eingegliedert und blieben bis 1992 im Plandienst. Tw 66 (ex Tw 106 Remscheid) kehrte in seine Heimat zurück und steht nicht betriebsfähig, aber zur Aufarbeitung im Bergischen Straßenbahnmuseum (BSM) in Wuppertal-Kohlfurt.